# ساعة الصفر

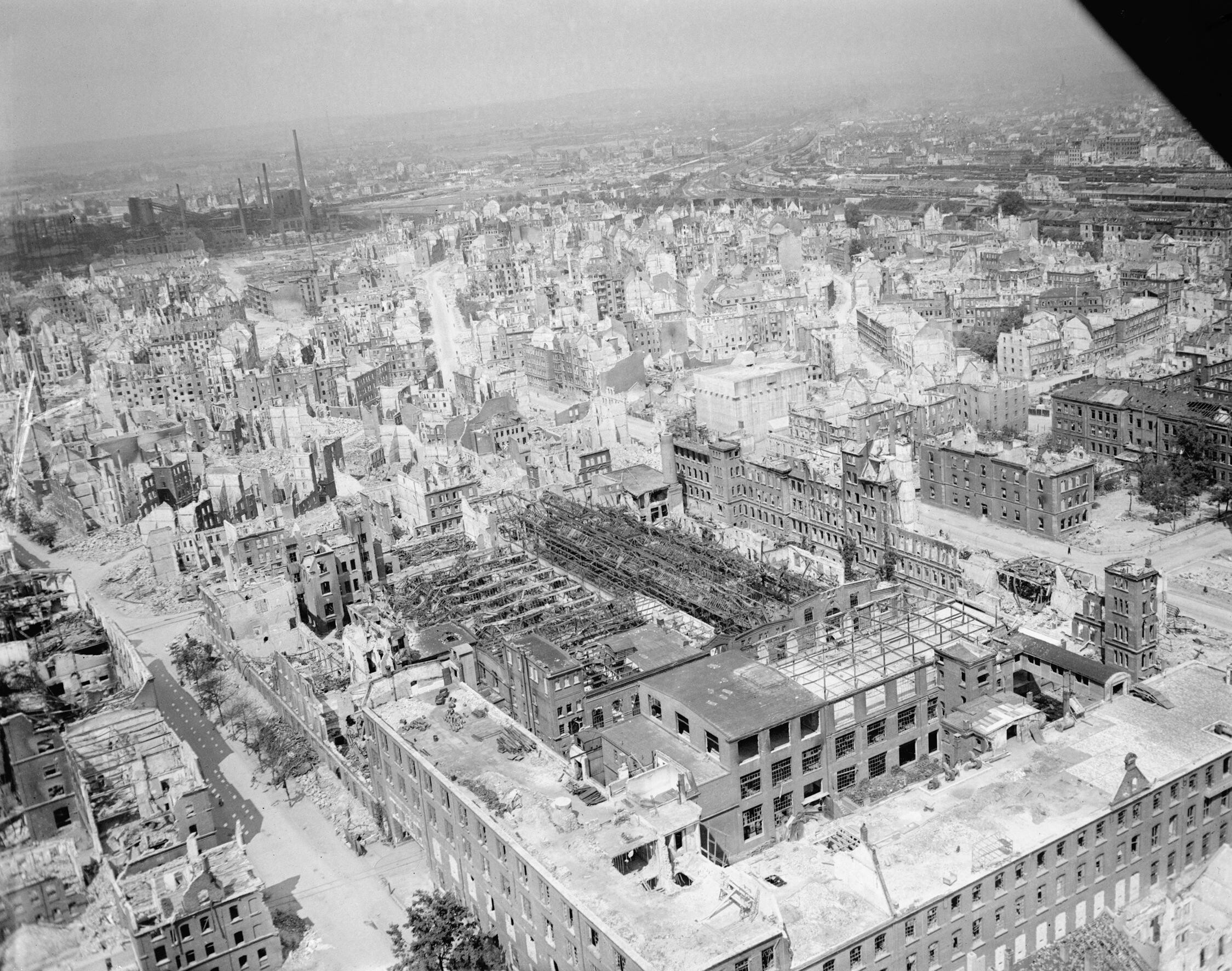
المباني المدمرة في نورمبرغ، مايو 1945

ساعة الصفر (تُلفظ بالألمانية: [ˈʃtʊndə ˈnʊl] ، "Hour Zero") مصطلح يشير إلى منتصف الليل في 8 مايو 1945 في ألمانيا. كانت علامة على نهاية الحرب العالمية الثانية في أوروبا وبداية ألمانيا الجديدة غير النازية. كانت جزئيا محاولة من ألمانيا لفصل نفسها عن النازيين. وقد شجعت قوات الحلفاء المحتلة ألمانيا على نزع النازية.
يشير المصطلح إلى «انفصال تام عن الماضي وبداية جديدة جذرية» أو «التخلص من التقاليد والعادات القديمة». كان الناس في ذلك الوقت يعيشون في بلد مدمر - كان ما يقرب من 80 بالمائة من بنيتها التحتية بحاجة إلى الإصلاح أو إعادة البناء  - مما ساعد على فكرة أن ألمانيا كانت تدخل مرحلة جديدة من التاريخ.
تم استخدام Stunde Null لإبعاد ألمانيا عن النظام النازي بطرق أخرى. مع مرور الوقت، هدفت ثقافة Stunde Null إلى إنشاء ألمانيا بدون عرق، في تناقض صارخ مع مجتمع النازيين العنصريين. ومع ذلك، كان هذا غير فعال لأنه لا تزال هناك مشاكل مرتبطة بالعرق في ألمانيا، وانتشرت العنصرية المؤسسية أيضًا على نطاق واسع في دول قوات الاحتلال التي كانت تحاول «إعادة تثقيف» الألمان، الذين يعتبرهم الكثيرون منافقًا.

## تاريخ المصطلح
تم استخدام هذا المصطلح لأول مرة في الحرب العالمية الأولى، وكان يستخدم لقول "وقت يجب أن يتم فيه عمل عسكري كبير". يظهر مصطلح "ساعة الصفر" في مصادر مختلفة طوال تاريخ واحد بعد الحرب العالمية. يستخدم في الغالب من حيث المفهوم العسكري (كما كان عندما تم صياغته لأول مرة)، ريتشارد فرويند (صحفي) استخدم المصطلح كدعوة للحرب، يتحدث عن احتلال هتلر لراينلاند، وتدفع الحرب الأهلية الإسبانية العالم إلى الحافة، ثم يقول "قد يكون الفلاش التالي الإشارة. إنها ساعة الصفر ". لم يقتصر الأمر على استخدامها من الناحية العسكرية فحسب، بل يقترح أيضًا دعوة إلى العمل، وتقول إريكا مان "ويجب منع رجل واحد من استفزازك:" تصرف! هذه هي ساعتك، إنها الساعة الأخيرة - ساعة الصفر! " تدعو الشعب الأمريكي إلى العمل (أيضًا خلال الحرب العالمية الثانية). تم استخدام هذا المصطلح لتوضيح حاجة أمريكا للعمل في الحرب العالمية الثانية، تم استخدامه لإظهار الحاجة الملحة لتدخل عسكري أمريكي. تم استخدام كلاهما في ظروف عسكرية، مما أظهر إلحاحًا لجمهورهم، إلى الحاجة إلى التدخل والمساعدة في إيقاف التقدم الألماني. لم يستخدم المصطلح للإشارة إلى "البداية الجديدة" لألمانيا حتى فترة ما بعد الحرب.